# Vomeronasale organ
Det vomeronasale organ, også kendt som Jacobsons organ er et sanseorgan, der sidder i en tosidet kanal, som er anbragt forrest i næseskillevæggen. Organet blev beskrevet af den danske kirurg Ludvig Jacobson (1783 – 1843) i 1811. Hos mange dyr aktiveres organet, når der trækkes næsesekret ind i kanalen. Det sker, når dyrene trækker overlæben opad med en karakteristisk grimasse, som kaldes flehmen.
Det vomeronasale organ er sæde for receptorer for feromoner. Receptorerne er G-protein koblede receptorer, V1R (VN1R1; VN1R2; VN1R3; VN1R5), V2R og V3R. Stimulering af organet udløser virkninger på nervesystem og hormonkirtler, og det fremkalder instinktiv adfærd (parring, territorial aggression), som vanskeligt kan dæmpes eller styres ved viljens kraft.
Det har været diskuteret, om der findes et vomeronasalt organ hos mennesket, og om vi er påvirkelige af feromoner.  Det viser sig også, at stoffer med påstået feromonkarakter kan ændre åndedrætsrytme, pulsslag og hormonniveau hos forsøgspersoner.[kilde mangler]